# Burlesque (musique)
Pour les articles homonymes, voir Burlesque (homonymie).
En musique instrumentale, une burlesque est une composition généralement brève, de style libre et de caractère gai.      

## Histoire
La burlesque (burlesca en italien, Burleske en allemand), en tant que genre musical, est une composition instrumentale le plus souvent brève, de style libre et de caractère gai,, proche du scherzo et du capriccio. 
Le terme dérive du bas latin burra (« broutille » ou « bagatelle »). 
Introduite en tant que danse dans la suite du XVIIIe siècle, par exemple dans la Partita no 3 en la mineur pour clavier de Jean-Sébastien Bach, la burlesque devient au XIXe siècle une pièce de forme libre qui est également appelée burla — celle de Robert Schumann, par exemple, extraite des Albumblätter (« Feuillets d'album ») pour piano op. 124 — Burlesque pour piano et orchestre de Richard Strauss ou Burlesques pour piano de Béla Bartók.
Le philosophe et musicologue Vladimir Jankélévitch propose la définition suivante : « s'il fallait trouver un nom pour une catégorie qui est au-delà du comique et du tragique, et dont la passion de l'étrangeté est la source, c'est le mot burla qui conviendrait le mieux, par-delà la disjonction du triste et du gai ». Selon lui, Franz Liszt est « à l'origine de la burla ainsi entendue. L'humeur burlesque oscille entre le bouffon et le macabre » : « il arrive que les éclats de rire tournent au sarcasme, que le scherzo des rires devienne danse macabre ».

## Caractéristiques
Dans le Musichalisches Lexikon (1732), le compositeur Johann Gottfried Walther dit des Burleske Ouvertüren qu'elles font alterner des mélodies « sérieuses » et des mélodies de caractère « risible », avec des sauts de quintes et d'octaves, notamment,. Bernd Alois Zimmermann compose une « cantate burlesque », en 1948, Lob der Torheit (Éloge de la folie) sur un texte de Goethe.
Chez François Couperin, le qualificatif de « burlesque » est présent dans le Troisième livre de pièces de clavecin (1722), 18e ordre, avec Le Gaillard-boiteux, « dans le goût Burlesque » (qui présente des sauts d'octave). Dans le Quatrième livre de pièces de clavecin, l'Arlequine du 23e ordre est indiquée « Grotesquement » et la 2e partie des Satires (du même ordre) est notée « Vivement, et dans un goût Burlesque »,.
Vladimir Jankélévitch, évaluant l'influence de la musique de Chabrier sur celle de Ravel, évoque « le polichinelle de la Joyeuse Marche qui entre comme le tonnerre en éclatant de rire et faisant des cabrioles, et qui agite tous ses grelots ; ce grossier personnage, avec sa trogne, son nez postiche, sa bosse et, sur les joues, ses deux taches de vermillon, aurait vite fait de casser toutes les porcelaines d'Adélaïde ! Quel rapport entre cette Burla bon enfant et l'humour un peu acide de Ravel le pince-sans-rire ? » Chabrier, « lâché en pleine musique, ressemble à ces démons de la farce dont parle Kierkegaard dans La Répétition, fils du caprice, ivres de rire et dansant de joie ».
Jankélévitch considère que « le Scherzo et le Capriccio ludiques émiettent le lourd passé d'une histoire irréversible, la Burla s'éparpille en bons mots et en pointes… »

## Répertoire
Entre les XVIIIe et XXe siècles, le genre de la burlesque est notablement illustré pour des formations instrumentales très diverses, :

### Clavecin ou piano
- Jean-Sébastien Bach : 5e mouvement, Burlesca, danse légère et vivante, de la Partita no 3, BWV 827[4],[8] ;
- Béla Bartók : Trois Burlesques op. 8c (« Háorm burleszk ») pour piano (1908-1911)[11], « pleins d'esprit et d'humour »[8] ;
- Arnold Bax : Burlesque, une œuvre pour piano de 1920[12].
- John Foulds : Essays in the modes, op. 78 no 4, « Military » Burlesco ma ben ritmico.
- Benjamin Britten : Introduction and Rondo alla burlesca pour deux pianos op. 23 no 1 (1940), « ludique et humoristique »[8],[4] ;
- Tibor Harsányi : Deux Burlesques pour piano (1927)[13] ;
- Johann Ludwig Krebs : bourlesca positionnée entre une sarabande et un menuet dans la Partita no 2 pour clavier, qui présente quelques « surprises mélodiques et harmoniques »[8],[4] ;
- Olivier Messiaen : Fantaisie burlesque pour piano (1932)[4],[8] ;
- Ignacy Paderewski : Humoresques de concert op. 14, pour piano, no 4, Burlesque[4],[8],[14] ;
- Max Reger : Sechs Burlesken op. 78 pour deux pianos (1901)[4],[8] ;
- Robert Schumann, auteur de diverses Burlesken ou Burle, reprises d'un recueil de 12 Burlesken composées en 1832 comme pendant des Papillons op. 2, dont des pièces sont ensuite intégrées dans les Albumblätter pour piano op. 124 (1854, no 12, Burla, sur un rythme de marche presto) et la Sonate pour piano op. 11 (3e mouvement, Scherzo e Intermezzo, dont l'Intermezzo est noté « Lento, Alla burla, ma pomposo » et tient lieu de 2d trio)[4],[8] ;
- Karol Szymanowski, Douze Études, op. 33 no 7, Allegro molto (Con brio. Burlesco)[15] ;
- Ernst Toch : Burlesken op. 31 pour piano (1923)[4],[8].

### Musique symphonique
- Hans Gál : 2e mouvement de la Symphonie no 1, op. 35 [16] et Burleske, op. 42a pour petit orchestre[17] ;
- Tibor Harsányi : Rhapsodie burlesque pour orchestre ;
- Gustav Mahler : 3e mouvement de la Symphonie no 9 (Rondo - Burleske) ;
- Leopold Mozart : Sinfonia burlesca (1760) pour 2 altos et 2 violoncelles avec une basse indépendante pour basson ou violone, dont les deux derniers mouvements sont intitulés d'après des personnages de la commedia dell'arte, Il signor Pantalone et Harlequino[4],[8] ;
- Étienne Nicolas Méhul : Ouverture burlesque pour 3 mirlitons, tambour, violon et piano (1808), « grotesquement comique, tant dans sa partition que dans son contenu musical»[8],[4] ;
- Florent Schmitt : Ronde burlesque pour orchestre op. 78[4],[8] ;
- Bernd Alois Zimmermann : Das Gelb und das Grün (Le Jaune et le vert, 1952) no 2, « Burleske » et Métamorphose (1954) no 6, « Gigue (Burleske) ».

### Musique concertante
- Béla Bartók : Scherzo pour piano et orchestre (1904, initialement intitulé Burlesque)[4],[8] ;
- Dmitri Chostakovitch : 4e et dernier mouvement du Concerto pour violon no 1 (Burlesque, Allegro con brio) ;
- Hans Gál : 4e et dernier mouvement (Burla) de la Suite pour alto et orchestre, op. 102a[18] ou saxophone alto et orchestre, op. 102b[19] ;
- Richard Strauss : Burlesque pour piano et orchestre (1885-1886), qui « mélange sérieux et comique »[4],[8].
- Pantcho Vladiguerov : Burlesque pour violon et orchestre, op. 14 (1922)

### Musique de chambre
- Béla Bartók : 44 duos pour deux violons (1931), vol. 2, no 16, Burleszk[4],[8], 3e mouvement du Quatuor à cordes no 6 (1939), Burletta ;
- Alfredo Casella : Sicilienne et burlesque pour flûte et piano (1914)[4],[8] ;
- Hans Gál : 2e mouvement de la Suite pour violoncelle et piano, op. 6  (Burleske,  Vivace ma non troppo presto)[20], 3e et dernier mouvement du Trio pour violon, violoncelle et piano, op. 49 (Marche burlesque)[21] et 2e mouvement du Quatuor à cordes no 4, op. 99 (Burlesque, Vivace)[22].

### Ouvrages généraux
- Encyclopédie de la musique (trad. de l'italien), Paris, Librairie générale française, coll. « Le Livre de poche/Pochothèque. Encyclopédies d'aujourd'hui », 1995, 1142 p. (ISBN 2-253-05302-3), « Burlesque », p. 109.
- Denis Arnold (dir.) (trad. de l'anglais par Marie-Stella Pâris, adaptation française par Alain Pâris), Dictionnaire encyclopédique de la musique : Université d'Oxford [« The New Oxford Companion to Music »], t. I : A à K, Paris, Éditions Robert Laffont, coll. « Bouquins », 2000 (1re éd. 1988), 1171 p. (ISBN 2-221-05654-X), « Burlesque », p. 299-300.
- Vladimir Jankélévitch, La Musique et les heures : De l'aube à midi, Paris, Seuil, coll. « Points » (no 952), 1988 (1re éd. 1957), 294 p. (ISBN 2-02-010188-2 et 978-2-7578-9907-6), « La burla : bouffonnerie et diablerie », p. 154-165.
- Vladimir Jankélévitch et Béatrice Berlowitz, Quelque part dans l'inachevé, Paris, Gallimard, coll. « Folio essais » (no 60), 1987 (1re éd. 1978), 320 p.
- Eugène de Montalembert et Claude Abromont, Guide des genres de la musique occidentale, Paris, Fayard / Lemoine, 2010, 1309 p. (ISBN 978-2-213-63450-0), « Burlesque », p. 115-116.
- Guy Sacre, La musique pour piano : dictionnaire des compositeurs et des œuvres, vol. I (A-I), Paris, Robert Laffont, coll. « Bouquins », 1998, 1495 p. (ISBN 978-2-221-05017-0)
- Guy Sacre, La musique pour piano : dictionnaire des compositeurs et des œuvres, vol. II (J-Z), Paris, Robert Laffont, coll. « Bouquins », 1998, 2998 p. (ISBN 978-2-221-08566-0)
- Marc Vignal (dir.), Dictionnaire de la musique, Paris, Larousse, 2005 (1re éd. 1982), 1516 p. (ISBN 2-03-505545-8, lire en ligne), « Burlesque », p. 135.

### Monographies
- Vladimir Jankélévitch, Ravel, Paris, Seuil, coll. « Solfèges » (no 3), 1995 (1re éd. 1956), 220 p. (ISBN 2-02-023490-4 et 978-2-020-23490-0).